# Zohran Mamdani
Zohran Kwame Mamdani (født 18. oktober 1991 i Kampala, Uganda) er en amerikansk politiker. Han har siden 2021 været medlem af delstaten New Yorks Delstatsforsamling, opstillet for Demokraterne, og er medlem af Democratic Socialists of America, der er sammenslutningen af demokratiske socialister i USA.
Mamdani blev valgt som Demokraternes borgmesterkandidat i New York City og han er den forventede vinder af primærvalget.

## Opvækst og familie
Zohran Mamdani blev født i Ugandas hovedstad, Kampala, i 1991. Hans mor, Mira Nair, er indisk-amerikansk filminstruktør, og hans far, Mahmood Mamdani, er  indisk-ugandisk professor i postkolonialisme ved Columbia University. Zohran Mamdanis forældre mødte hinanden i Uganda i 1988, og Mamdani boede i Uganda til han blev fem år. Herefter flyttede de for en stund til Cape Town, Sydafrika, og da Zohran Mamdani blev syv, flyttede de til New York City.
I New York City gik Mamdani først på en privatskole, men derefter på en offentlig high school. Han blev i 2014 bachelor i Afrikastudier fra Bowdoin College i Maine, USA. På Bowdoin College med-organiserede han en pro-palæstinensisk studenteraktivistisk gruppe.

## Politisk karriere
Zohran Mamdani har været indvalgt i delstatsforsamlingen i New York siden 2021, og i 2025 stillede han op til borgmesterposten i New York City.

### Delstatspolitik
Mamdani annoncerede i 2019, at han ville være demokraternes næste kandidat i New Yorks 36. valgdistrikt til delstatsforsamlingen. Valgdistriktet dækker over et område i Queens. Han primære politiske agendaer er boligpolitik, politireform, strafreform og nationalisering af kritisk infrastruktur, hvilket har fået Democratic Socialists of America til at støtte ham.
Zohran Mamdani vandt primærvalget til delstatsforsamlingen over den siddende demokratiske politiker, Aravella Simotas, og han vandt efterfølgende valget uden en republikansk modkandidat. I 2022 og i 2024 blev Mamdani genvalgt.

### Lokalpolitik
I oktober 2024 annoncerede Mamdani, at han ønskede at blive valgt som New York Citys næste borgmester.
Hans politiske platform byggede primært på et ønske om gratis bybusser og fastfrysning  af husleje for beboere i ejendomme, hvor bystyret allerede styrer huslejen. Derudover vil han åbne fem offentligt ejede supermarkeder forskellige steder i byen for at skabe en form for konkurrence, der kan få fødevarepriserne til at falde. Han vil prioritere flere penge til socialt arbejde for at aflaste politiet i sager med hjemløse eller mennesker med psykiske udfordringer.
Mamdani støttes af fremtrædende venstreorienterede politikere såsom Alexandria Ocasio-Cortez og Bernie Sanders. Avisen The New York Times har frarådet avisens demokratiske læsere at stemme på Zohran Mamdani, da han ifølge avisen mangler erfaring. Han er desuden blevet kritiseret for at have urealistiske politiske målsætninger.
Ved primærvalget i juni 2025 fik Zohran Mamdani 43,5% af stemmerne, mens Mamdanis primære modkandidat, Andrew Cuomo, fik 36,4% af stemmerne. Demokraterne afholder dog primærvalget som såkaldt "ranked-choice", hvilket betyder, at vælgerne har mulighed for at give prioriterede stemmer til kandidater. Hvis en kandidat ikke får stemmer nok, tildeles denne kandidats stemmer til de resterende kandidater ud fra vælgernes resterende prioriteter. Derfor er det først klart, hvem der har vundet valget, når det er beregnet, men på grund af det umiddelbare valgresultat har Mamdanis primære modkandidat, Andrew Cuomo, erklæret Mamdani som vinder.